# Deutscher Ostmarkenverein
Deutscher Ostmarkenverein var en preussisk-nationalistisk organisation som bildades 1894 i provinsen Posen i syfte att värna tyskarnas politiska och ekonomiska företrädesrättigheter i Ostmark gentemot polackerna. 
Föreningen, även känd som Hakatist (polska: hakatysta), efter begynnelsebokstäverna i stiftarnas namn (Ferdinand von Hansemann, Hermann Kennemann och Heinrich von Tiedemann), hade sitt säte i Berlin och många filialer i landsortsstäder. Den bedrev livlig agitation för undertryckande av polska språket i Posen, expropriation av polsk jord, bojkott mot bland annat polska läkare, lärare och ämbetsmän på grundval av Otto von Bismarcks politik. 
På föreningens initiativ grundades 1895 i Berlin Landbank, som skulle understödja den tyska kolonisationen i Preussens östliga provinser, och över huvud bidrog dess verksamhet kraftigt till den oförsonliga konflikten mellan tyskar och polacker. Till följd av Versaillesfreden förlorade Tyskland stora delar av de områden, i vilka föreningen verkade. Föreningen fortlevde dock under Weimarrepublikens tid, om än verksamheten bedrevs i andra former och med mindre betydelse. Efter Adolf Hitlers maktövertagande 1933 upplöstes organisationen och liknande verksamhet kom i stället att bedrivas av det nazistiska Bund Deutscher Osten. 